# 루신인

루신인의 기

세르비아 루신인의 기

루신인(루신어: Русины) 또는 루테니아인은 동유럽의 루테니아 지역에 거주하는 동슬라브계 민족이다. 루신어를 사용하는데, 일각에서는 우크라이나어의 일개 방언으로 보기도 한다. 역사적 발전 과정에 있어서 이들은 같은 루테니아인에서 갈라져 나온 우크라이나인과 밀접한 관련이 있으며, 단순히 우크라이나인의 한 분파로 여겨지기도 한다. 이렇듯 민족 정체성이 불분명하여 그 인구도 2012년 공식 인구조사의 110,000명에서 Magocsi (2015)의 추정치인 170만 명까지 다양한 주장이 있다.

## 같이 보기
- 루신어